# Каневская
Каневска́я — станица, административный центр Каневского района Краснодарского края и Каневского сельского поселения. Крупнейший населённый пункт сельского типа в России.

## География
Расположена в 128 км к северу от Краснодара в пределах Кубано-Приазовской низменности. Станица раскинулась при слиянии реки Челбас (бассейн Азовского моря) с притоками Средний Челбас и Сухой Челбас. Протяжённость: 10 км с севера на юг, 5 км с запада на восток. Общая площадь станицы — 2399 га, протяжённость дорог — 178,59 км.

### Климат
Климат Каневской умеренно континентальный с достаточно мягкой, малоснежной зимой (средняя температура января −1 °C) и жарким летом (июль +24.1 °C). Осадков выпадает около 650 мм, основная их часть выпадает в начале лета и в конце осени-начале зимы.
| Показатель                                                         | Янв. | Фев. | Март | Апр. | Май  | Июнь | Июль | Авг. | Сен. | Окт. | Нояб. | Дек. | Год  |
| ------------------------------------------------------------------ | ---- | ---- | ---- | ---- | ---- | ---- | ---- | ---- | ---- | ---- | ----- | ---- | ---- |
| Средняя температура, °C                                            | −1   | −0,8 | 4,1  | 11,4 | 17,1 | 21,3 | 24,1 | 23,3 | 17,8 | 11,3 | 4,7   | 0,4  | 11,1 |
| Норма осадков, мм                                                  | 58   | 51   | 51   | 44   | 57   | 72   | 58   | 47   | 47   | 45   | 60    | 67   | 657  |
| Источник: Гидрометцентр России — Климат Каневской за 1981—2010 гг. |      |      |      |      |      |      |      |      |      |      |       |      |      |

## История
Каневское коренное селение основано в 1794 году в числе первых сорока селений черноморских казаков на Кубани. Название было перенесено с куреня Запорожской сечи, который, в свою очередь, назван по городу украинскому Канев, оказавшемся после Второго раздела Речи Посполитой в 1793 году в составе Российской Империи.

## Население
Крупнейшая станица Кубани и крупнейший сельский населённый пункт в России (после придания статуса посёлка городского типа станице Орджоникидзевской в 2015 году). В быту, в основном у людей старшего поколения, распространён кубанский говор (т. н. бала́чка), в котором значительно сохранился словарный запас украинского языка. В Каневской вместе с соседней станицей Стародеревянковской, расположенной на противоположном правом берегу Челбаса, проживает 55,2 тыс. чел. (2021 г.)
| 1939    | 1959    | 1970    | 1979    | 1989    | 2002    | 2010    |
| ------- | ------- | ------- | ------- | ------- | ------- | ------- |
| 14 812  | ↗19 223 | ↗29 235 | ↗31 690 | ↗37 245 | ↗44 755 | ↘44 386 |
| 2021    |         |         |         |         |         |         |
| ↘41 721 |         |         |         |         |         |         |

## Экономика
Каневская является центром одного из крупнейших в крае сельскохозяйственных районов, славится высокими урожаями зерновых (более 70 ц/га). Помимо двух крупных сельхозпредприятий в Каневской есть Каневской комбинат хлебопродуктов и др. В станице Стародеревянковской находится ряд мощных предприятий по переработке аграрной продукции: мясокомбинат «Каневской», фирма «Калория», Каневской сахарный завод. Из крупной индустрии выделяется Каневской завод газовой аппаратуры.
В станице с 22 августа 1979 года располагается радиомачта высотой 336 метров, которая является самой высокой на юге России.

## Транспорт
Через станицу проходит железнодорожная магистраль Ростов-на-Дону — Краснодар (несколько электричек из Тимашёвска и Староминско́й, экспресс Ростов — Краснодар). Есть железнодорожная станция Каневска́я на отрезке Тимашёвск — Староминская. Ежедневные поезда идут через Каневскую.
Через станицу проходит автомобильная трасса Краснодар — Ейск.
Пригородные автобусы : Каневская — Ейск, Каневская — Приморско-Ахтарск, Каневская — Сочи, Каневская — Армавир. Внутри станицы пассажирские перевозки осуществляются сетью маршрутных такси.

## Инфраструктура
Гостиницы:
- «Семь Пятниц» (ул. Коммунаров 43),
- «Секрет Успеха» (ул. Нестеренко 110 А),
- «Hotel Elephant» (ул. Горького 66а),
- «Спорт» на стадионе «Олимп» (ул. Черноморская 80),
- «Колос» (ул. Черноморская 82),
- «Победа» (ул. Горького 123).

Действуют пять операторов сотовой связи (Beeline, MTS, Mегафон, Tele2, Yota), есть переговорный пункт, круглосуточные магазины, банкоматы.

## Электронные коммуникации
- Теле-К — проводной интернет-провайдер, кабельное телевидение.
- Гуднэт — беспроводной интернет-провайдер.
- Ростелеком.

## Достопримечательности
- Ледовый дворец (ул. Ленина, д. 70) — построен в середине 1990-х.
- Небольшой зоопарк (ул. Днепровская).
- Свято-Покровский храм (ул. Октябрьская, д. 2).
- Дворец спорта (ул. Горького, д.119 «Б»).
- Историко-краеведческий музей (ул. Коммунаров, 45).
- Стадион «Олимп» (ул. Черноморская, 80).
- Стадион «Факел» (ул. Промысловая).
- Парк имени 30-летия Победы (ул. Вокзальная, 21).
- Парк имени 300-летия Кубанского Казачьего войска (ул. Таманская, 104 «А»).
- Парк имени 80-летия образования Краснодарского края (ул. Горького, 227).
- Первая художественная галерея И.Погорелова станицы Каневской (ул. Горького, 58/1).
- Кинотеатр «Космос» (ул. Горького, 57).

## СМИ

### Телевидение
| Частота канала, ТВК | Название канала                        |
| ------------------- | -------------------------------------- |
| 10                  | Пятница! / ТВК (Каневское телевидение) |
| 24                  | Кубань 24 (Отключен с 01.01.2020)      |

### Газеты
- Каневские зори
- 10-й канал

Газета «10-й канал» издаётся с октября 1993 г. Учредитель и издатель — МУП «Каневская телестудия». Еженедельник, выходит по пятницам, 20 полос формата А3, тираж 9500 экз.
- КАНЕВСКАЯ+ Каневчане
- Наша Витрина, издаётся с марта 2008 г. Формат А3, тираж 6000 экз./1 номер, выходит по пятницам, 2 раза/в месяц.

## Радиостанции
| Частота , МГц | Название радиостанции               |
| ------------- | ----------------------------------- |
| 68,39         | Радио России / ГТРК Кубань (Молчит) |
| 91,2          | Радио 7 на семи холмах              |
| 92,5          | Русское радио                       |
| 95,5          | Радио России / ГТРК Кубань          |
| 95,9          | Европа Плюс                         |
| 96,3          | Ретро FM                            |
| 97,1          | Дорожное Радио                      |
| 99,3          | Радио 107 (Молчит)                  |
| 100,0         | Радио ENERGY                        |
| 100,7         | Наше Радио                          |
| 103,7         | Новое Радио                         |
| 104,5         | Первое Радио                        |
| 105,1         | Радио Вера                          |
| 105,9         | Радио Шансон                        |
| 106,3         | Радио Дача                          |
| 107,0         | Казак FM                            |
| 107,6         | Авторадио                           |

## Известные уроженцы
- Андреев, Владимир Григорьевич — Герой Советского Союза.
- Гришин, Фёдор Никитович — советский военачальник, контр-адмирал.
- Нестеренко, Григорий Карпович — Герой Советского Союза.
- Передерий, Иосиф Антонович — Герой Советского Союза.
- Чернявский, Александр Петрович — Герой Социалистического Труда.
- Маклаков Максим — солист Ансамбля песни и пляски Российской армии имени А. В. Александрова.
- Тищенко, Евгений Андреевич — Олимпийский чемпион (2016), чемпион мира (2015) по боксу первой тяжелой категории.
- Колыхалов Алексей Анатольевич — рекордсмен Книги Рекордов Гиннеса, жонглёр.
- Данилов Михаил Алексеевич — рекордсмен России, жонглёр.
- Гонсалес Каха Андреевич — почетный житель г. Гудаута, известный винодел и пивной сомелье.